# John Joseph Carroll
John Joseph Carroll (* 23. Dezember 1865 in Bresnor, Piltown, Irland; † 8. Mai 1949) war ein australischer römisch-katholischer Geistlicher und Bischof von Lismore.
John Joseph Carroll stammte aus Irland und empfing am 31. Mai 1890 das Sakrament der Priesterweihe für das Bistum Ossory.
Er gelangte nach Australien und wurde am 2. Dezember 1909 zum Bischof von Lismore berufen. Die Bischofsweihe spendete ihm am 6. März 1910 der Erzbischof von Sydney, Patrick Francis Moran unter Assistenz des Bischofs von Maitland, Patrick Vincent Dwyer sowie des Bischofs von Armidale, Patrick Joseph O’Connor.
Er starb am 8. Mai 1949 nach 39 Jahren im Bischofsamt.